# Flechas plateadas

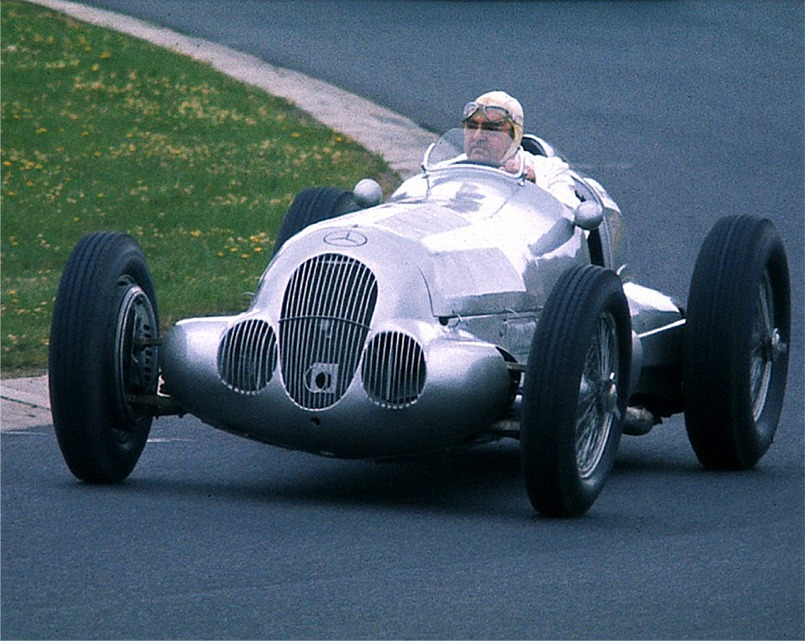
Mercedes-Benz W125, la flecha plateada original.

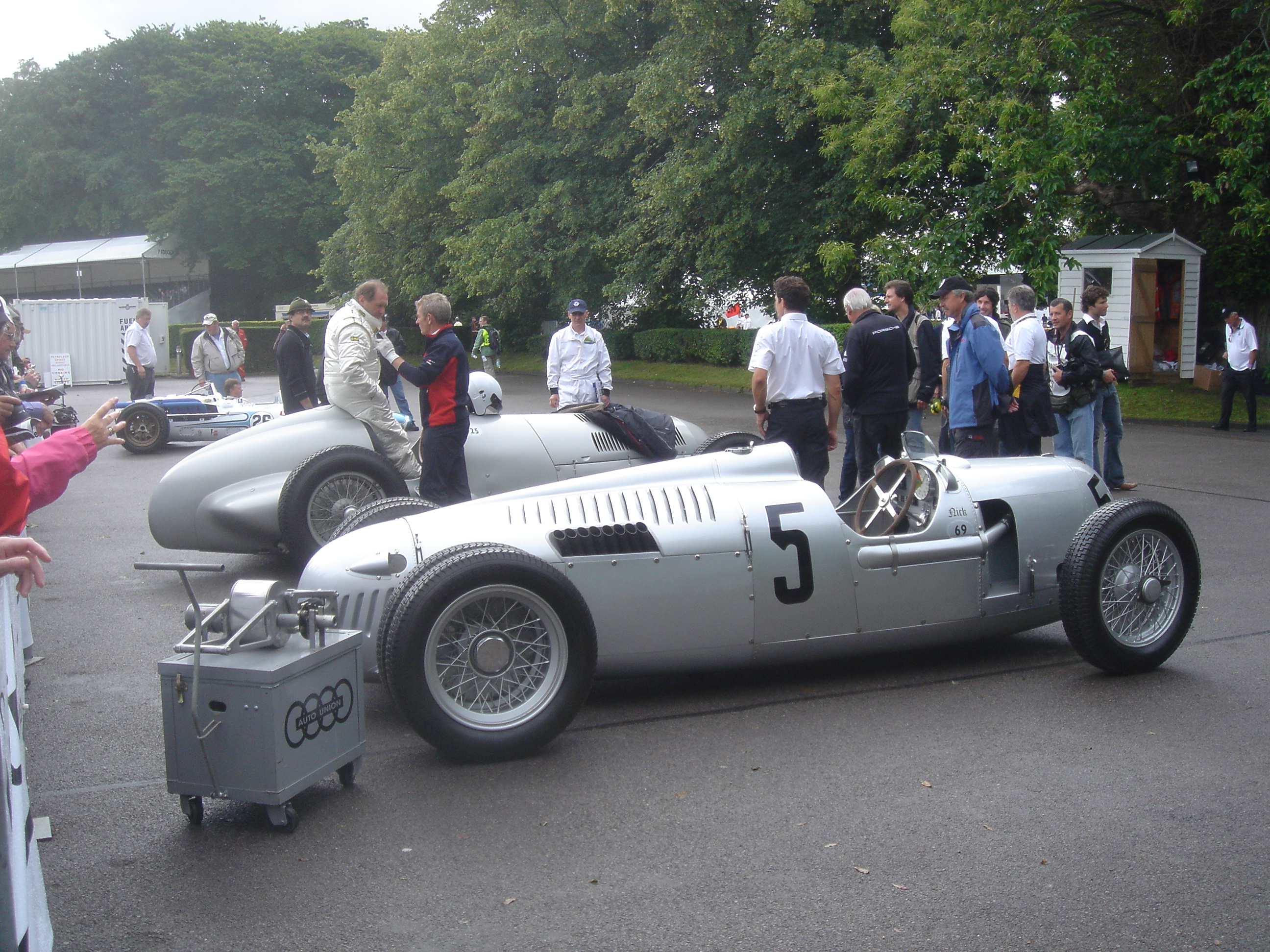
Auto Union Tipo D, otra flecha plateada.

Las flechas plateadas (en alemán, Silberpfeile) es un apodo dado a los automóviles de carreras de Auto Union y Mercedes-Benz por la prensa, dado su dominante periodo entre 1934 y 1939. Más tarde se aplicaría sobre los Mercedes-Benz deportivos en 1954.
En competición, hasta que no llegaron las decoraciones de patrocinadores, los coches se pintaban de acuerdo a una tabla que determinaba su color según la procedencia del equipo. En principio eran blancos, y el uso del gris fue casi accidental.
En 1934 se estableció un peso máximo de 750 kg en carreras de Gran Premio, pero al llegar al escrutinio el Mercedes-Benz W125, dio 751 kg. Alfred Neubauer, por entonces director deportivo, junto con su piloto Manfred von Brauchitsch, decidió arañar toda la pintura blanca de la carrocería. Al día siguiente, el coche de un extraño color aluminio con 320 cv pasó las verificaciones. Tras vencer el modelo en cuestión, se acuñó el término de "Flechas plateadas". Esta historia se descubrió tras la publicación de la biografía de Neubauer en 1958, aunque nunca más se han vuelto a ver referencias a tal hecho, que sigue siendo controvertido.